# Marktstraße 23 (Buchen/Odenwald)

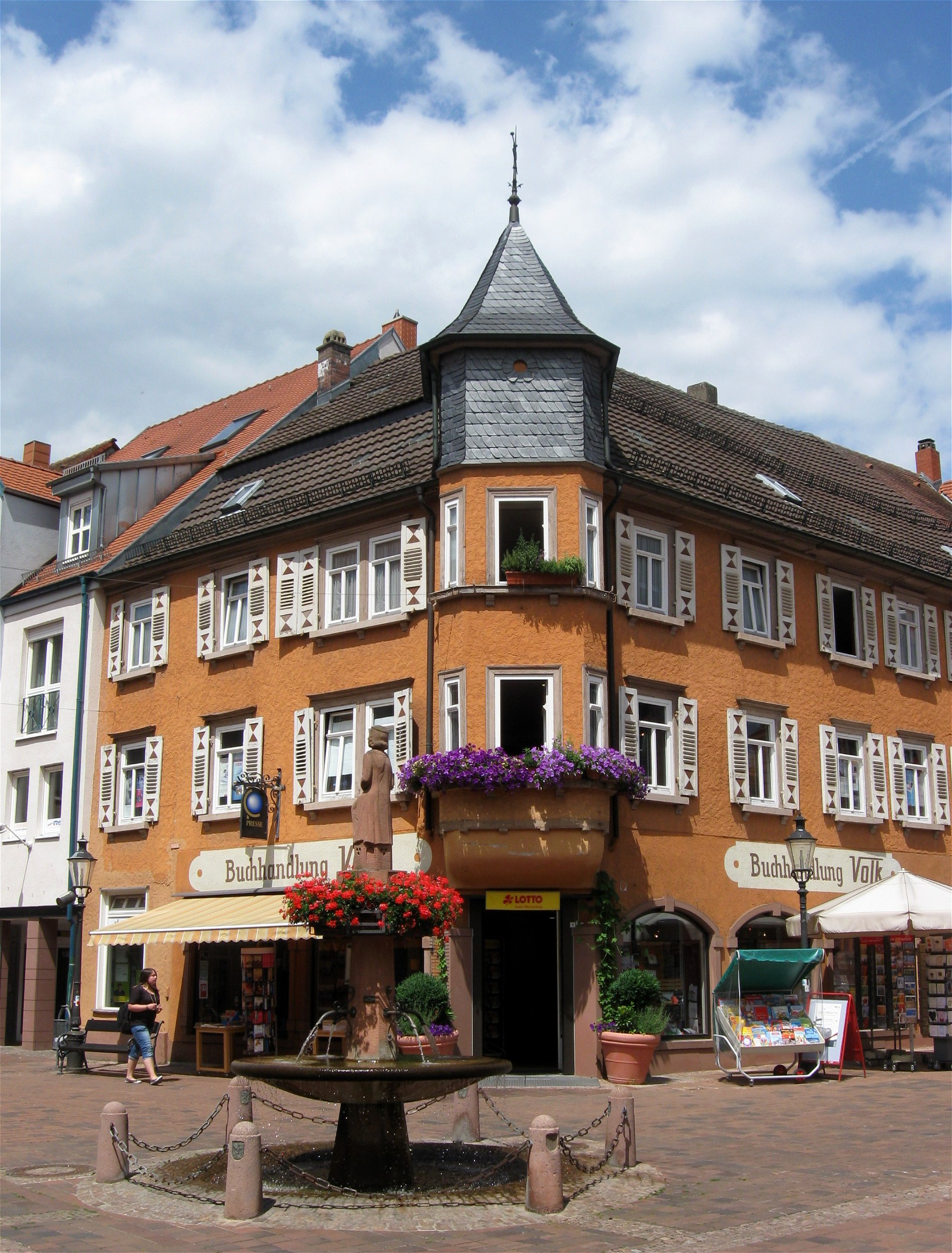
Fachwerkhaus Marktstraße 23 in Buchen

Das Gebäude Marktstraße 23 in Buchen, einer Stadt im Neckar-Odenwald-Kreis in Baden-Württemberg, wurde wohl im 19. Jahrhundert errichtet. Das Wohn- und Geschäftshaus ist ein geschütztes Kulturdenkmal.
Das dreigeschossige, verputzte Fachwerkhaus besitzt ein massives Erdgeschoss. Das Mansarddach wurde 1910 errichtet. Der Eckerker ist das charakteristische Merkmal des Gebäudes. Er wird mit einer schiefergedeckten Haube abgeschlossen.